# Sikátor
Sikátor is een plaats (község) en gemeente in het Hongaarse comitaat Győr-Moson-Sopron. Sikátor telt 341 inwoners (2001).